# Llucià Gallissà i Costa
Llucià Gallissà i Costa (Vic, Osona, 5 de desembre de 1731 — Vic, Osona, 10 de novembre de 1810) va ser un humanista, bibliotecari i erudit català.
Essent el tercer de sis germans, ingressà molt jove a la Companyia de Jesús, el 3 de setembre de 1746. El 1759, com a professor, ensenyà humanitats -primer Retòrica i, posteriorment, Poètica i Filosofia- a la Universitat de Cervera. En arribar a Cervera, conegué als erudits Josep Finestres i Monsalvo i el també jesuïta Bartomeu Pou i Puigserver, amb els quals compartí amistat i, també l'ajudaren a consolidar la seva formació humanística. Després de l'exili dels jesuïtes el 1767, es traslladà a Itàlia i, finalment, s'estableix a Ferrara, on, després d'acreditar els seus coneixements, és nomenat prefecte de la Biblioteca Pública de la Universitat. En la nova destinació, aprofità per ampliar els seus estudis i coneixements. Així, va completar els estudis de Dret, doctorant-se en Dret civil a la ciutat de Cesena l'abril de 1779. A partir de 1785, es va dedicar a viatjar per Itàlia, instal·lant-se tres mesos a Roma, on va ser rebut pel Papa Pius VI.
Publicà diversos poemes en grec i en llatí, en castellà i en francès. Com a integrant de la Il·lustració, s'interessà i implica en els pensadors del seu temps. Més enllà de la seva tasca professional de bibliotecari, en l'àmbit particular, va aconseguir conformar una important biblioteca. Retornà a Vic el 1798, essent substituït a la Biblioteca de la Universitat de Ferrara pel també jesuïta Onofre Pratdesaba. A Vic, va redactar, en llatí clàssic, la seva obra més important, d'interès per a la història de la introducció de l'humanisme a la Universitat de Barcelona i sobretot per a la història de la Universitat de Cervera: De vita et scriptis Iosephi Finestres et de Monsalvo (Vic 1802; traduïda al català per Llorenç Riber el 1932).

## Obres
- Gallissà i Costa, Llucià. Universae Philosophiae Institutiones ad usum, rationemque scholarum Societatis Jesu accomodatae [Manuscrit].  Barcelona: Biblioteca de Catalunya, ms. 2520, [entre 1764 i 1767].[7]
- Gallissà i Costa, Llucià. Commentariorum de vommentariorum de vita et scriptis Iosephi Finestres et a Monsalvo primarii in Cervariensi Academia I. civ. professoris emeriti pars altera.  Cervariae Lacetanorum : typis mandabat sub prelo academico Sigismundus Bou et Baranera,, 1802.
- Gallissà i Costa, Llucià. De vita et scriptis Iosephi Finestres et a Monsalvo, iurisconsulti barcinonensis in Cervariense Academia Iuris Civilis Primarii, antecessoris emeriti Commentariorum libri IIII / auctore Luciano Gallisá et Costa.  Cervariae Lacetanorum : typis academicis excudebat Sigismundus Bou et Baranera, 1802.
- Casanovas, Ignasi (ed.); Llàtzer de Dou i de Bassols, Ramon; Gallissà i Costa, Llucià. Josep Finestres : Estudis biogràfics ; Estudi preliminar. Elogi. funeral. Vida i escrits. Documents.  Barcelona: Biblioteca Balmes, 1932.